# Соколов Матвій Іванович
Матвій Іванович Соколов (1855 - 1906) - російський філолог - славіст, ординарний професор та декан історико-філологічного факультету Московського університету.

## Біографія
Син церковного причетника. Народився в селі Спаському Ярославській губернії поблизу Углича. Навчався в углицькому Борисоглібському духовному училищі (1864-1870) та Ярославській духовній семінарії (1870-1874). Вступив на історико-філологічний факультет Імператорського Санкт-Петербурзького університету. Час навчання припав на період підйому патріотизму та зміцнення слов'янської ідеї з російським суспільством. В 1878 він написав курсове дослідження на тему, запропоновану В. Ламанським - про хрещення болгар і про відносини Болгарії при князя Бориса з Римом і Царгородом. Робота, надрукована в рік закінчення Соколовим університету, у 1879 році, під назвою «З давньої історії болгар», здобула золоту медаль. Разом із здобуттям ступеня кандидата університету Соколов було залишено на два з половиною роки при кафедрі слов'янської філології для приготування до професорського звання; отримав свідоцтво про присвоєння йому звання вчителя гімназій та прогімназій.
У липні 1881 року М. І. Соколов прийняв запрошення виконувати посаду екстраординарного професора кафедри російської словесності у Ніжинському історико-філологічному інституті. З цього часу він перейшов від занять громадянською історією слов'ян до досліджень історії російської літератури, давнього періоду російської писемності та словесності; читав лекції з етнографії слов'ян. У січні 1883 року в Рибінському Преображенському соборі повінчався з Єлизаветою Павлівною Соколовою.
В 1884 Соколов склав на кафедрі слов'янської філології Санкт-Петербурзького університету магістерський іспит і в 1886 поїхав за кордон. У бібліотеках Відня, Праги, Белграда і Софії вивчав древні південно-слов'янські рукописи, зокрема, досліджував пергаментний збірник XIII-XIV ст., що належав професору Сречковичу. з апокрифами та статтями про богомільство та «компіляцією» апокрифів попа Єремії. У 1888 році він опублікував результати досліджень цієї збірки: «Матеріали та нотатки по старовинній слов'янській літературі» і в травні захистив у Санкт-Петербурзькому університеті цю роботу як дисертацію на ступінь магістра. Твір був удостоєний Уваровської премії (1891), а М. Соколов у жовтні 1888 року був затверджений на посаді екстраординарного професора.
Через рік, у вересні 1889 року, він перейшов на посаду екстраординарного професора кафедри російської мови та словесності Московського університету. У травні 1902 року він отримав вчений ступінь доктора російської словесності без надання дисертації (honoris causa); у жовтні 1902 року був затверджений ординарним професором Московського університету та з 10 жовтня 1902 року по 1906 рік був деканом історико-філологічного факультету Московського університету. Ряд його робіт присвячений дослідженню амулетів- змійовиків.
Раптово помер 17 (30) червня 1906 року в селі Фролівські Ями, Подільського повіту Московської губернії від крововиливу в мозок.
М. І. Соколов був нагороджений орденом Св. Станіслава 2-го (1896) і 3-го (1887) ступенів, Св. Анни 2-го (1900) і 3-го (1892) ступенів, Св. Володимира 4-го ступеня (1903).
Був членом Товариства історії та старожитностей російських, Товариства любителів природознавства, антропології та етнографії, Імператорського Московського археологічного товариства (1890), Слов'янського благодійного товариства (1889), Товариства любителів духовної освіти (1893), Товариства любителів російської словесності (1894) та ін.
Діти: близнюки Борис (1889-1930) та Юрій (1889-1941), Василь, Арсеній, Наталя.